# Lilla Högholm
Lilla Högholm är en ö i Finland. Den ligger i Finska viken och i kommunen Ingå i den ekonomiska regionen  Raseborg i landskapet Nyland, i den södra delen av landet. Ön ligger omkring 54 kilometer väster om Helsingfors.
Öns area är 1,2 hektar och dess största längd är 180 meter i sydöst-nordvästlig riktning. Närmaste större samhälle är Ingå, 4,4 km norr om Lilla Högholm.